# Oberoende episkopala kyrkor
Oberoende episkopala kyrkor är kristna trossamfund organiserade på sådant sätt att de står under biskopars tillsyn, och som vanligtvis härleder sina biskopsämbeten till apostolisk succession. De har emellertid brutit kyrkogemenskapen med sina modersamfund och kallar sig därför oberoende. 
Ibland kallas de för oberoende katolska kyrkor. Detta är dock missvisande, då några av dem har sitt ursprung i ortodoxa kyrkor eller firar gudstjänst på ett anglikanskt sätt. 

## Bakgrund
Ordet episkopal betyder att en kyrka leds av biskopar (i motsatsställning till presbyteriansk eller kongregationalistisk kyrkoförfattning). Ordet episkopal ingår också i namnet på flera anglikanska trossamfund, som exempelvis Skotska episkopalkyrkan och Amerikanska episkopalkyrkan. 
I den tidiga kyrkan leddes varje lokalkyrka (stift) av en biskop, assisterad av diakoner och präster. Under striden mot donatisterna, som hävdade att vigningen av biskopar och andra kyrkliga ämbetsbärare upphörde att vara giltiga om kyrkotjänaren ifråga avfallit under förföljelser eller på annat sätt syndat, hävdade Augustinus att vigning till kyrklig tjänst är outplånlig och giltig även då den utförs av schismatiker och syndare. Därför tillämpade västkyrkorna inte omvigning av personer som vigts till biskop, präst eller diakon på riktigt sätt av schismatiker. Under högmedeltiden utvecklade västkyrkan, på grundval av Augustinus' teologi, synsättet att schismatikers vigningar är "giltiga men illegala", under förutsättning att de utförts med rätt form, rätt materia och rätt intention.
Under 1800-talet uppkom den anglokatolska rörelsen inom anglikanska kyrkogemenskapen. När Påven av Rom förklarades ofelbar 1870 menade ett avsevärt antal katoliker i Central- och Västeuropa att detta beslut stred mot den gamla katolska tron. De förklarade sig därför självständiga, kallade sig för gammalkatoliker, och trädde i gemenskap med ärkebiskopen av Utrecht, som hade varit oberoende av påvestolen sedan 1723. Det gammalkatolska samarbetsorganet Utrechtunionen grundades 1889, och inom denna gemenskap finns gammalkatolicismens officiella huvudgren vars medlemskyrkor tillhör Kyrkornas världsråd.
I anglokatolska och gammalkatolska miljöer uppkom tidvis rörelser och individer som var missnöjda med de anglikanska och gammalkatolska kyrkornas officiella policy. Det är huvudsakligen ur dessa miljöer utbrytarsamfund som förenar episkopal struktur, det historiska biskopsämbetet och ett vaktslående om det egna trossamfundets oberoende från de stora kyrkofamiljerna bildades.

## Teologi
Läromässigt är de oberoende episkopala kyrkorna mycket olika varandra, och intar ofta diametralt motsatta ståndpunkter i frågor som exempelvis ordination av kvinnor och synen på HBT-frågor. Några av dem företräder kyrklig modernism medan några av dem står nära  de gamla kyrkofamiljerna läromässigt och kan vara avsevärt konservativa. Ett fåtal oberoende episkopala kyrkor är nygnostiska.

## Gudstjänstliv
De flesta oberoende episkopala kyrkor använder någon av de gamla kyrkofamiljernas liturgiska böcker. Vanligt förekommande är Tridentinsk rit, Paulus VI:s liturgi, någon upplaga av Den allmänna bönboken, Bysantinsk rit, Jakobsliturgin, den koptiska Basileiosliturgin eller assyrisk rit.
Några oberoende episkopala kyrkor har återupplivat eller rekonstruerat utdöda gudstjänstordningar, exempelvis Sarumriten, Serapion av Thmuis liturgi, Markusliturgin eller olika versioner av gallikansk rit.
Några oberoende episkopala kyrkor sammanställde egna gudstjänstordningar som vanligtvis förenade drag från flera av de gamla gudstjänstfamiljerna. Så var exempelvis fallet med det så kallade Glastonbury-patriarkatet innan det 1994 omorganiserades till British Orthodox Church och återinträdde i gemenskap med den Koptiska kyrkan, och så är fallet med den apokalyptiska Orthodox Catholic Church som J.S.M. Ward ledde.

## Petit église
Den katolska kyrkan i Frankrike präglades mellan 1590-talet och Franska revolutionen 1789 av en rörelse som brukar kallas för gallikanism. Pierre Pithou publicerade 1594 den inflytelserika skriften Les Libertés de l'église gallicane, och ett lokalt kyrkomöte i Paris 1682 fastslog fyra artiklar som betonade den gallikanska kyrkans relativa självständighet gentemot Heliga stolen. Revolutionen ledde 1790 till bildandet av Den konstitutionella kyrkan (L'Eglise constitutionelle) som delade den gallikanska kyrkans självständlighetslinje, men präglades läromässigt (till skillnad från den gallikanska kyrkan) starkt av upplysningstänkandet. Företrädare för den gallikanska kyrkan protesterade mot den konstitutionella kyrkan, betonade sin lojalitet med påven och den franske kungen, och protesterade mot revolutionsregeringarna. När Napoleon I 1801 slöt ett konkordat med påven Pius VII blev de gamla gallikanerna förbittrade över det de upplevde som påvens svek mot dem, och bildade en självständig katolsk kyrka som gjorde anspråk på att vara den enda sanna katolska kyrkan. Den brukar kallas för Petit église, och dess sista biskop avled 1829.
Den överlevde för en tid med ett antal präster, men när den siste prästen avled blev Petit Église en utpräglad lekmannarörelse som samlades för att be böner ur bönböcker tryckta före 1789. När man inte längre hade några präster var man förhindrad att fira Eukaristin. Majoriteten av denna rörelse återinträdde i gemenskap med den romersk-katolska kyrkan genom biskopen av Saint-Flours försorg 1911.
Ett ytterst litet fåtal återstående medlemmar av Petit Église återfick 1969 biskopsämbetet genom ingripande av en biskop i successionslinje från Arnold Harris Mathew (se nedan).

## Syrisk-ortodoxt ursprung
Jules Ferrette (1828-1904) och Joseph René Vilatte (1854-1929) biskopsvigdes av syrisk-ortodoxa biskopar (Mutran Boutros 1866 respektive Antonio Francisco Xavier Alvares 1892) för verksamhet i Västeuropa, men när de upptog sin respektive verksamhet hamnade de i schism med sitt modersamfund. Ur dessa två trossamfund har ett stort antal trossamfund uppkommit.

### Gallikanska kyrkan
Medan ofelbarhetsförklaringen av påven 1870 ledde till bildandet av gammalkatolska kyrkor i framför allt tysktalande länder, var den katolska dissidentrörelsen i Frankrike inte snabb på att organisera sig. När Utrechtunionen bildades 1889 ingick inte någon fransk gammalkatolsk kyrka i denna. Det fanns däremot rörelser som såg tillbaka på den gallikanska rörelsen före 1789 som en inspiration, men utan att vara villiga att inträda i Petit Église. Den romersk-katolske prästen Hyacinthe Loyson (1827-1912) lät 1883 grunda L'Eglise gallicane som inledningsvis kom att stå under biskopstillsyn av Henry Lascelles Jenner (1820-1898), den anglikanske biskopen av Dunedin. Vid Jenners död stod den gallikanska kyrkan utan biskop och trossamfundet omorganiserades 1905.
Paolo Miraglia (som hade vigts till biskop av Italiens oberoende katolska kyrka av René Vilatte) biskopsvigde 1904 Jules Ernest Houssay (1844-1912) till biskop av Frankrikes oberoende katolska kyrka. Denna sammansmälte i praktiken snart med den gallikanska kyrkan, och 1911 lät biskop Houssay biskopsviga Louis Marie François Giraud (1876-1950) till att leda den gallikanska kyrkan, som omorganiserades 1916.
Under Vichy-regeringen förföljdes den gallikanska kyrkan, men den återhämtade sig efter 1945. Giraud avled 1950 och efter denna tidpunkt splittrades samfundet i flera grenar.

### Nygnostiska kyrkor
I ett uttryck för ekumenisk välvilja lät den gallikanska kyrkans ledare Louis Marie François Giraud biskopsviga ett antal personer som tillhörde den nygnostiska rörelsen i Frankrike 1913. Trossamfundet kallas sedan 1960-talets början för Gnostisk-apostoliska kyrkan eller Eglise Gnostique Catholique Apostolique.

## Kyrkor med armenisk-katolskt ursprung
Leon Chechemian (1848-1920) biskopsvigdes av den armenisk-katolske ärkebiskopen Chorchorunian 1878, men lämnade trossamfundet, flyttade till Irland och grundade med stöd av Irländska kyrkans ärkebiskop ett trossamfund för exilarmenier: United Armenian Catholic Church. Han biskopsvigdes sub conditione 1890 av biskopar som tillhörde Ancient British Church, ett trossamfund härrörande från Jules Ferrette (se ovan).

## Tomaskristet ursprung
Ulric Vernon Hereford (1866-1938) biskopsvigdes 1902 av Luis Mariano Soares, biskop i den Syro-kaldeiska kyrkan i Malabar (även känd som Österns kaldeisk-syriska kyrka) i syfte att föra tomaskristendomen till Västeuropa.

## Gammalkatolskt ursprung

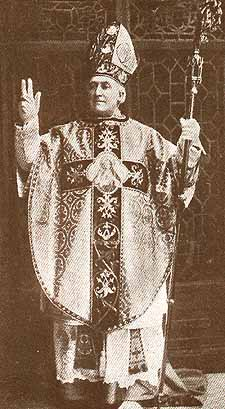
Arnold Mathew.

Arnold Harris Mathew (1852-1919) biskopsvigdes 1908 av ärkebiskopen av Utrecht i syfte att leda den gammalkatolska kyrkan i Storbritannien. Mathew bröt emellertid med Utrecht 1910 och ett stort antal trossamfund härleder sitt ursprung från Mathews verksamhet. 
En av de biskopar som Mathew biskopsvigde i England, Frederick Samuel Willoughby, biskopsvigde med tiden Rupert Gauntlett, Robert King och James Ingall Wedgewood. Dessa tre biskopar grundade 1916 Liberala katolska kyrkan vilken varit representerad i Sverige sedan 1925.
I början av 2000-talet utträdde Polish National Catholic Church ur Utrechtunionen i protest mot att Utrechtunionen ordinerade kvinnor till präster och välsignade enkönade äktenskap. Det finns en svensk gren: Nordisk-katolska kyrkan i Sverige.

## Mariaviterna
I sammanhanget bör nämnas Mariaviterna. De började som en rörelse inom den Romersk-katolska kyrkan i Polen, och uppmuntrade bruket av sakramental välsignelse och vördnaden för en viss typ av Maria-ikon – Vår Fru av den Ständiga Hjälpen. Nunnan Felicja Kozlowska hade kontroversiella privatuppenbarelser. Rörelsen exkommunicerades av påven Pius X 1906, men erhöll 1909 biskopsämbetet från den Gammalkatolska kyrkan. Mariavitkyrkan splittrades 1935 i flera trossamfund.

## Kaldeiskt ursprung
En kaldeisk biskop biskopsvigde 1925 den förra detta amerikansk-episkopale prästen Arthur Brooks (1889-1948) som lät grunda den Apostolisk-episkopala kyrkan. Denna har sedermera splittrats i ett antal trossamfund, men några av dem gör anspråk på det ursprungliga namnet.

## Östligt ortodoxt ursprung
I början av 1900-talet existerade sedan mer än ett århundrade ett stort antal exilryska ortodoxa församlingar i USA, och antalet invandrare från Antiokias kyrka ökade alltmer. Aftimios Ofiesh (1880-1966) biskopsvigdes för Brooklyns stift 1917 av den ryske ärkebiskop Evdokim. Kyrkoledningarna började allvarligt överväga att slå samman de ryska, de grekiska och de arabisktalande ortodoxa församlingarna till en gemensam nordamerikansk kyrka med namn Amerikanska ortodoxa katolska kyrkan, som började ta form under biskop Ofieshs ledning 1927. Modersamfunden i Europa och Asien ansåg vid närmare eftertanke steget vara förhastat. När Aftimios Ofiesh 1932 valde att gifta sig (vilket strider mot östligt ortodox kanonisk rätt) betraktade de gamla ortodoxa kyrkorna den nordamerikanska kyrkobildningen som schismatisk. De flesta ortodoxa kyrkor fortsatte att leva sitt liv i USA som vanligt, uppdelade efter etnisk bakgrund. 
När Joseph Zuk (en av de biskopar som biskop Ofiesh hade biskopsvigt) avled 1934 upplöstes trossamfundet. En annan av de biskopar som biskop Ofiesh hade biskopsvigt, Ignatius Nichols (1877-1947), organiserade ett dottersamfund med västligt gudstjänstliv: Amerikanska ortodoxa katolska kyrkan (västlig ritus), som inte stod i kyrkogemenskap med de östligt ortodoxa kyrkorna. Han organiserade även en kommunitet: Society of Clerks Secular of St. Basil. Detta senare sällskap införlivades 1961 med ett av de allmänt erkända östligt ortodoxa trossamfunden i USA, det nordamerikanska ärkestiftet under Antiokias kyrka.

## Brasiliens katolska apostoliska nationalkyrka
Carlos Duarte Costa (1888-1961) var romersk-katolsk biskop av Botucatu, men kritiserade 1945 vad han ansåg vara romersk-katolsk assistans åt tyska krigsförbrytare vid flykt till Latinamerika. Detta ledde till en brytning med den romersk-katolska kyrkan, och Duarte Costa grundade samma år Brasiliens katolska apostoliska nationalkyrka.
Efter Duarte Costas död 1961 knoppades ett antal kyrkor av från modersamfundet. Några av dem står dock kvar i ett samarbetsorgan med den brasilianska kyrkans huvudgren. Uppgifterna om dess medlemsantal varierar mellan 1 och 7 miljoner;  det är oavsett en av de största oberoende episkopala kyrkorna.

## Blandat ursprung
Enligt fornkyrklig kanonisk lag bör en vigande biskop assisteras av minst två biskopar vid biskopsvigning. Det har därför ibland inträffat att biskopar från skilda bakgrunder har assisterat varandra vid biskopsvigning. Detta har gjort att flera av de ovanstående historiska ursprungens successionslinjer har blandats med varandra.
Med uttrycket sub conditione menas att man, i händelse att det skulle vara oklart om någon är döpt, konfirmerad eller vigd till tjänst, döper, konfirmerar eller viger någon med förbehållet att gudstjänsthandlingen endast sker om personen inte verkligen redan är döpt, konfirmerad eller vigd till tjänst, exempelvis med dopformeln "Om du inte är döpt, döper jag dig i Faderns, Sonens och den helige Andes namn". Sådant sker i nödfall i de gamla kyrkofamiljerna. I några av de oberoende episkopala miljöerna har man, åtminstone tidvis, satt i system att biskopsviga sub conditione som ett tecken på erkännande av motpartens biskopsämbete. I dessa miljöer finns det därför biskopar som har biskopsvigts flera gånger. Från de gamla kyrkofamiljernas synsätt är ett sådant bruk av sub conditione-vigning både excentriskt och betänkligt, då det från dessa kyrkors perspektiv inte uttrycker erkännande utan välgrundade tvivel på motpartens vigning.
De båda ovanstående faktorerna har emellertid lett till att det numera finns ett antal oberoende episkopala kyrkor med ursprung i flera av de ovanstående sammanhangen.
En sådan kyrka med blandat ursprung är Independent Old Catholic Church, som har rötter såväl i Arnold Harris Mathews verksamhet som i den brasilianska katolsk-apostoliska nationalkyrkan. Trossamfundets svenska gren heter Allmänna apostoliska kyrkan av Heliga Treenigheten.
Apostolisk gemenskap i Sverige och Norge är sedan 2009 en kyrkogemenskap av tidigare från varandra åtskilda trossamfund. I kyrkogemenskapen ingår ett apostoliskt ortodoxt stift i Sverige (med rötter i René Vilattes verksamhet), ett stift i Sverige (med rötter i mariavitkyrkorna) och Heliga Uppståndelsens stift i Norge (med rötter i både Jules Ferrettes, René Vilattes och Arthur Brooks verksamhet).

## Kyrkor med anglikanskt ursprung
Några kyrkor har sina rötter i Anglikanska kyrkogemenskapen, men har vid skiftande tillfällen och av olika skäl lämnat denna kyrkogemenskap. Några av dem har närmat sig de oberoende episkopala kyrkorna eller till och med erhållit sina biskopsvigningar från den oberoende episkopala rörelsen. En av dessa kyrkor är Heliga katolska kyrkan Västlig rit som finns i Sverige sedan 1998, och som är ett registrerat trossamfund av Kammarkollegium.

## Kritik
Den östligt-ortodoxa kyrkofamiljen delar inte Augustinus och västkyrkornas syn på schismatikers vigningar. För östkyrkor är föreställningen om ett giltigt sakrament utanför Kyrkans fulla gemenskap otänkbar. 
Romersk-katolsk, anglikansk och gammalkatolsk kritik poängterar dels vikten av sakramentsfirares rätta intention (som kan ha gått förlorad i schismatiska trossamfund på grund av avvikande teologi från de gamla trossamfunden), dels vikten av att det kyrkliga ämbetet verkligen lever sitt liv i hela det döpta gudsfolkets gemenskap (några oberoende episkopalkyrkor har varit så små att antalet biskopar och präster varit större än antalet lekpersoner). Från detta håll har beteckningen episcopi vagantes (vandrande biskopar) använts om oberoende biskopar som inte företrätt ett trossamfund med nämnvärt medlemsantal.

## Ekumenik
Trots den strävan efter oberoende som utmärker de flesta av dessa kyrkor engagerar sig några av dem i den ekumeniska rörelsen. En av dem, British Orthodox Church, återinträdde 1994 i gemenskap med den orientaliska kyrkofamiljen genom att ställa sig under den Koptisk-ortodoxa kyrkan.
Några av de oberoende episkopala kyrkorna är sammanslutna i samarbetsorganet International Council of Community Churches och är genom detta samarbetsorgan medlemmar i Kyrkornas världsråd.